# أندرو كيوغ
أندرو كيوغ (بالإنجليزية: Andrew Keogh)‏ هو أمين مكتبة أمريكي، ولد في 14 نوفمبر 1869 في نيوكاسل أبون تاين في المملكة المتحدة، وتوفي في 14 فبراير 1953.